# Теребиски
Теребиски (пол. Terebiski) — деревня в Бяльском повете Люблинского воеводства Польши. Входит в состав гмины Славатыче. По данным переписи 2011 года, в деревне проживало 15 человек.

## География
Деревня расположена на востоке Польши, к западу от реки Западный Буг, вблизи государственной границы с Белоруссией, на расстоянии приблизительно 42 километров к юго-востоку от города Бяла-Подляска, административного центра повета. Абсолютная высота — 143 метра над уровнем моря. К западу от населённого пункта проходит региональная автодорога 816.

## История
По данным на 1827 год имелся 21 двор и проживало 137 человек. Согласно «Справочной книжке Седлецкой губернии на 1875 год» деревня входила в состав гмины Заболоць Бельского уезда Седлецкой губернии.
В период с 1975 по 1998 годы деревня входила в состав Бяльскоподляского воеводства.

## Население
Демографическая структура по состоянию на 31 марта 2011 года:
|         | Всего | До трудоспособного возраста | Трудоспособного возраста | Старше трудоспособного возраста |
| ------- | ----- | --------------------------- | ------------------------ | ------------------------------- |
| Мужчины | 7     | 2                           | 4                        | 1                               |
| Женщины | 8     | 0                           | 4                        | 4                               |
| Всего   | 15    | 2                           | 8                        | 5                               |